# كرات البحر

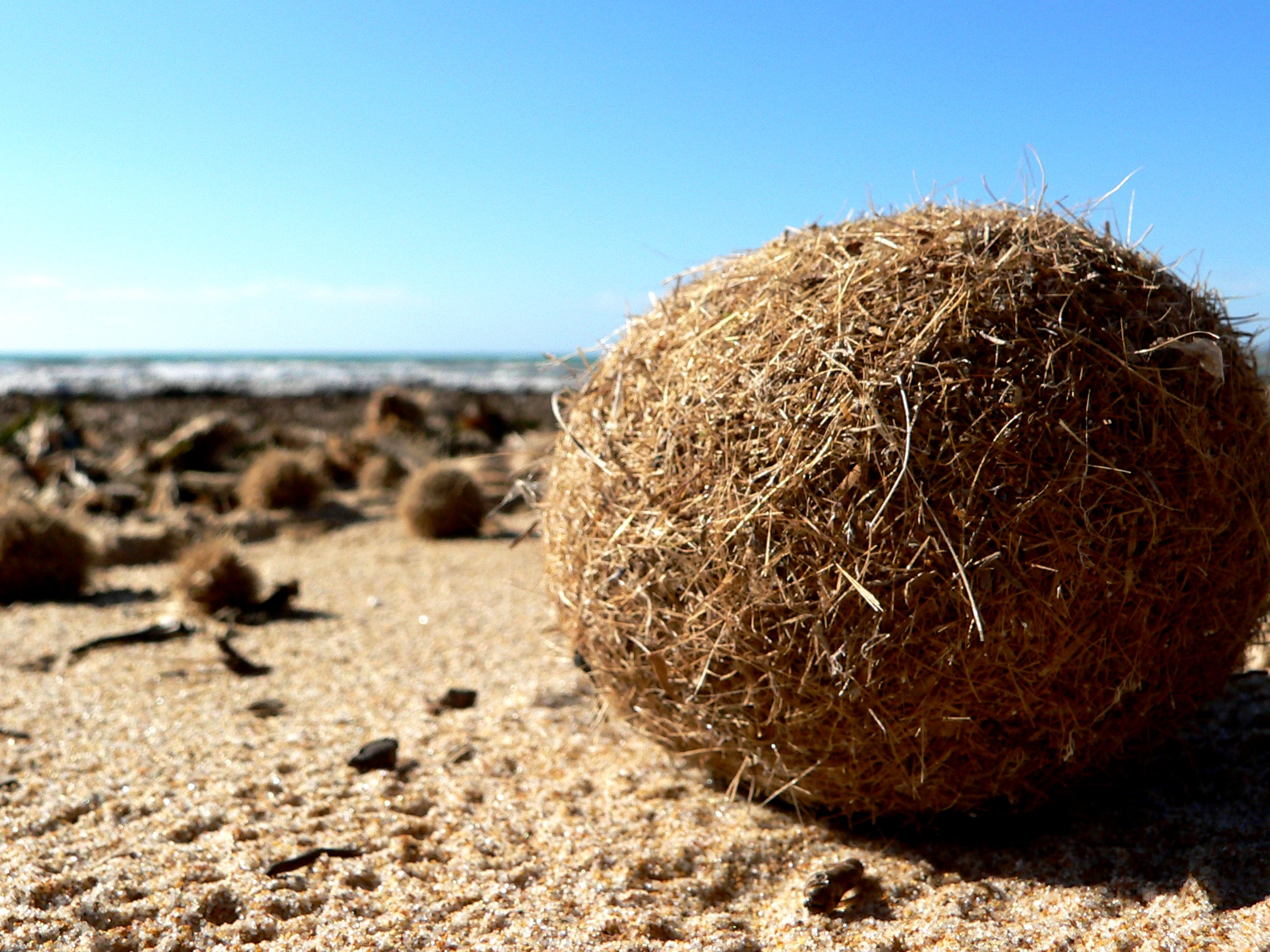
كرة البحر على شاطئ رملي

كرات البحر (بالإنجليزية: Sea balls)‏ (المعروفة أيضًا باسم ايجاجروبيلا (بالإنجليزية: Aegagropila)‏ أو بيلاي مارينا (بالإنجليزية: Pillae marinae)‏) هي كرات معبأة بإحكام من المواد البحرية الليفية، تظهر على شاطئ البحر. وهي تختلف في الحجم ولكنها بشكل عام تصل حجمها إلى 7 سنتيمتر (2.8 بوصة). يوجد في إدغارتاون، ماساتشوستس كرة بحرية طويلة قطرها يصل إلى حوالي 45 سنتيمتر (18 بوصة).[بحاجة لمصدر] تم الإبلاغ عن كرات آخري في خليج دينجل في أيرلندا. قد تتواجد بالمئات وتتكون من مواد نباتية، معظمها من جذمور أعشاب بحرية مزقتها حركة الماء.
في السنوات الأخيرة، ثبت أنها تحتوي على القمامة البحرية البلاستيكية واللدائن الصغيرة.

## معرض الصور

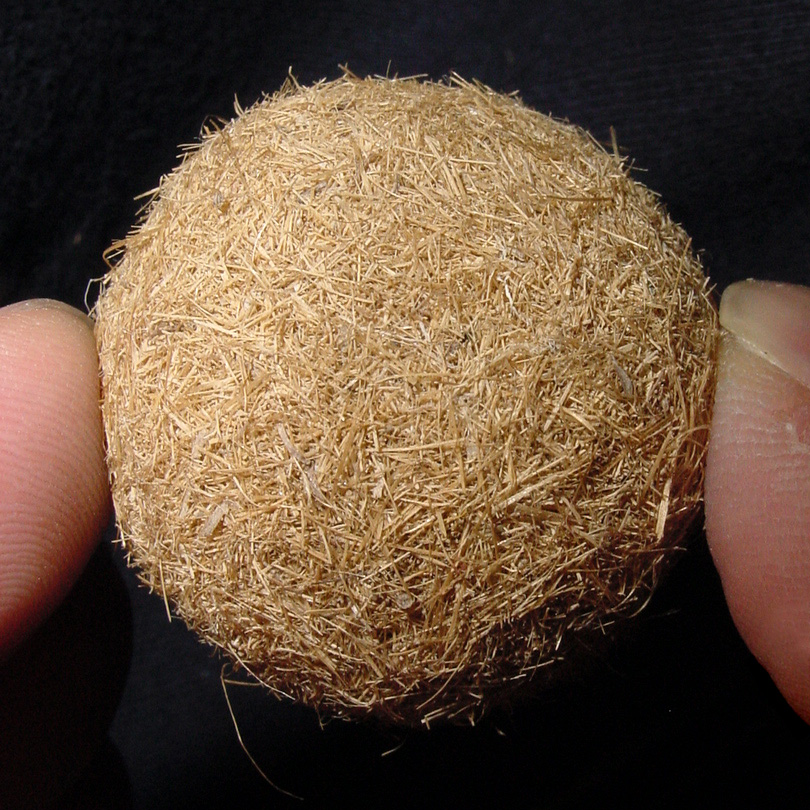
كرة بحر صغيرة
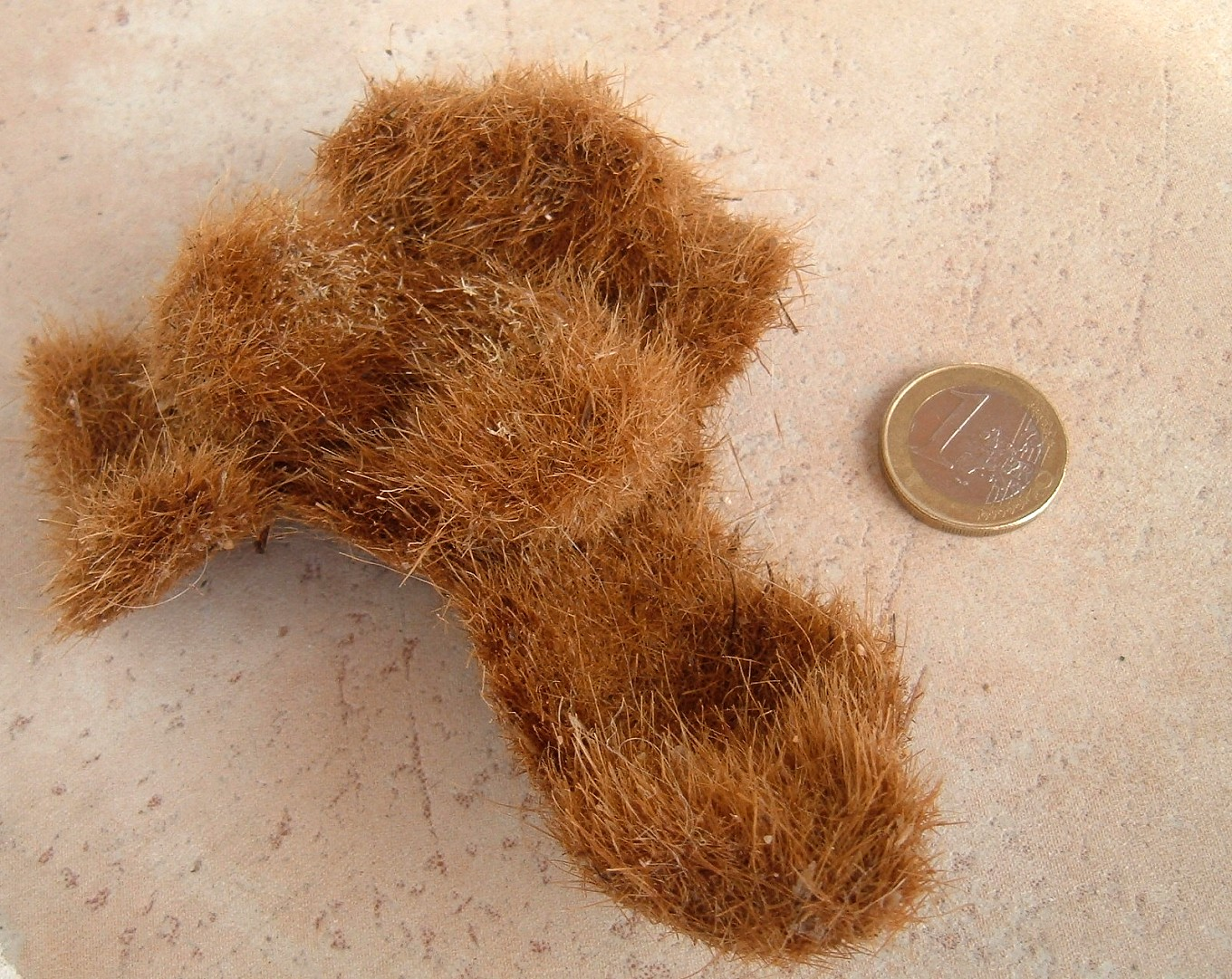
كرة بحرية ممزقة، المقياس يساوي قطعة 1 يورو
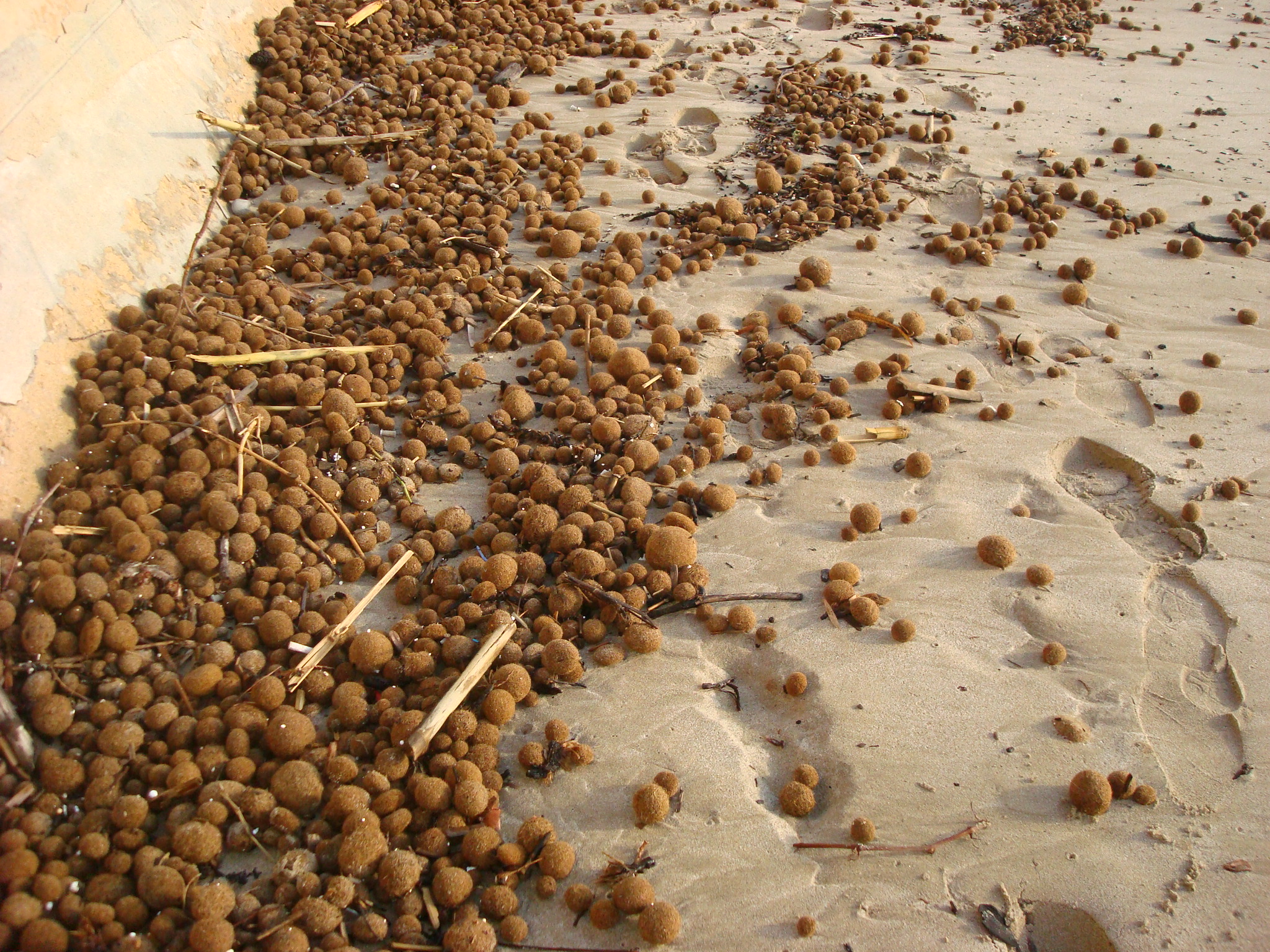
تنجرف كرات البحر أحيانًا إلى الشاطئ بشكل جماعي، أخذت الصورة على شاطئ في ساناري سور مير، فرنسا.
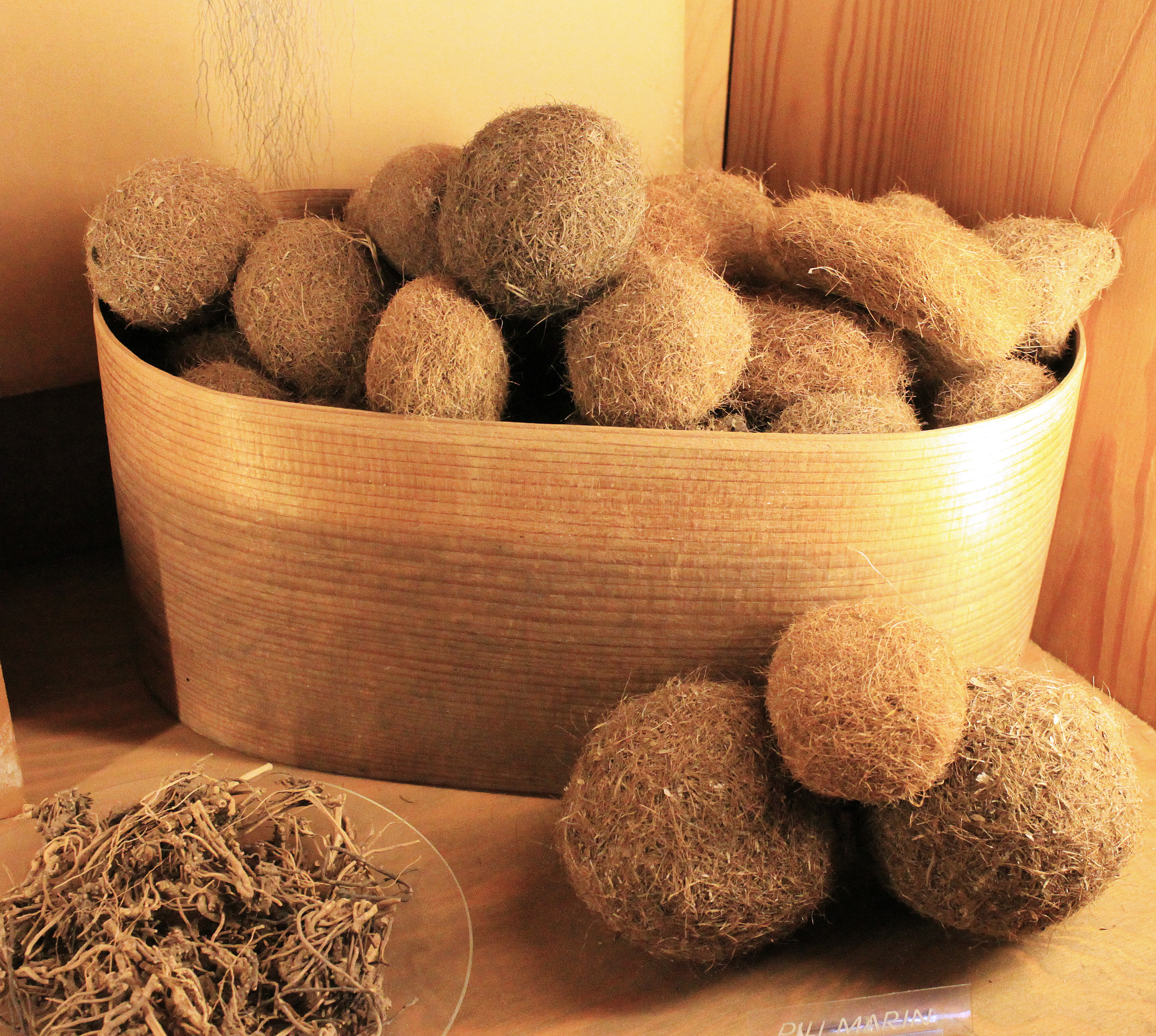
كرات البحر في مجموعة تاريخية